# Gerhard Track
Gerhard Track (Wenen, 17 september 1934 – aldaar, 24 april 2022) was een hedendaags Oostenrijks componist, dirigent en muziekpedagoog.

## Levensloop
Track was als klein jongetje (1942-1948) lid van de Wiener Sängerknaben. Hij studeerde aan de Musikhochschule in Wenen muziektheorie bij Otto Siegl, orkestdirectie bij Hans Swarowsky, koorleiding bij Reinhold Schmied, Ferdinand Grossmann en Hans Gillesberger. In 1953 is hij afgestudeerd. Verder deed hij nog een studie aan de Lehrerbildungsanstalt in Wenen.
Van 1953 tot 1958 was hij dirigent van de Wiener Sängerknaben. In 1958 ging hij in de Verenigde Staten en werd professor voor muziektheorie, zang en koorleiding aan de Saint John's universiteit in Collegeville. Hij was ook muziekdirecteur van het St. John's Symphony Orchestra en van de St. John's University Male-Choir van 1958 tot 1969. Vanaf 1965 was hij dirigent van het Metropolitan Youth Symphony Orchestra Minneapolis, Minnesota en vanaf 1969 muziekdirecteur en dirigent van het Pueblo Symphony Orchestra, Pueblo, Colorado, het Pueblo Symphony Chorus en het Jeugdsymfonieorkest uit Pueblo. 
Verder was hij oprichter en artistiek directeur van het jaarlijkse Mozart-Festival in Pueblo. Hij was ook professor aan de Universiteit van Zuid Colorado in Pueblo.
Hij was Gastdirigent van het grote symfonieorkest van de ORF, Wenen, het Niederösterreichische Tonkünstler-Orchester, het Wiener Kammerorchester en andere bekende orkesten in Oostenrijk.
In 1986 kwam hij terug naar Oostenrijk en werd professor aan het Konservatorium Wien GmbH - Privatuniversität en aan de Hochschule für Musik und darstellende Kunst in Wenen. Van 1986 tot 1996 was hij artistiek leider van de koorvereeniging Jung Wien en van 1990 tot 2003 in dezelfde functie bij de Wiener Männergesang-Verein. Sinds 2001 was hij artistiek leider van het Wereld koraal Festival in Wenen. Van 1989 tot 1999 was hij directeur van het Konservatorium Wien GmbH - Privatuniversität in Wenen. Tot op hoge leeftijd was hij nog dirigent van het orkest Pro Musica International.
Hij overleed in Wenen op 24 april 2022, 87 jaar oud.

## Composities

### Werken voor orkest
- Christmas Fanfare
- Christmas Symphonie
- Concerto Grosso
- Festival fanfare for a festive occasion
- Gloria, een feestelijke fanfare
- Hymnus (Hommage à Bruckner)
- In dulci jubilo - Ouverture
- Posada Fanfare
- Suite Viennoise
- Symphonischer Marsch

### Werken voor harmonieorkest
- Festliches Praeludium und Fuge

### Missen, cantates en gewijde muziek
- Andreas Hofer - Kantate, cantate voor gemengd koor en orkest
- Deum namque ire per omnes, voor gemengd koor en orkest
- Deutsche Messe, voor solostimmen en orkest
- Es werde Licht, een geestelijke feest-zang voor gemengd koor en orgel
- Festkantate zur Weihnacht (Feest-cantate voor kerst), voor gemengd koor en piano
- Festliches Ordinarium, voor gemengd koor, strijkers en orgel
- Kein schöner Land, cantate voor gemengd koor en orkest
- Missa Brevis
- Neuberger Festmesse
- Psalmenkantate, voor gemengd koor en orkest
- Requiem

### Toneelwerken
- Minnequa, opera
- Little match girl, Musical

### Werken voor koor
- Colors of Spring
- Das Nilpferd
- Es geht eine Tür
- Es gibt einen Gott, voor soloinstrument en gemengd koor
- Im Himmelreich ein Haus steht, voor gemengd koor
- So nimm denn meine Hände, voor mannenkoor
- Zion hört die Wächter singen, voor tweestemmig koor en piano

### Vocale muziek
- Arie aus "Minnequa", voor solozang en orkest

### Kamermuziek
- Humorous, duo voor 2 fagotten
- Serenade, voor viool en piano
- Sonate, voor viool en piano
- Thema Variationen über eine Afghanische Melodie, voor viool
- Trio, voor trompet, hoorn en trombone
- Walzer, voor viool, klarinet en piano

### Filmmuziek
- 1957 Der schönste Tag meines Lebens

## Publicaties
- Michael Mössmer: Prof. Gerhard Track: Ein Musikalischer Botschafter, in: Österreich-Journal, Nr. 33, 1.06.2005, pp. 38 - 40